# Nguyễn Cơ Thạch
Nguyễn Cơ Thạch (ur. 15 maja 1923, zm. 10 kwietnia 1998) – wietnamski polityk i dyplomata.
Urodził się w ubogiej rodzinie chłopskiej na północy Wietnamu. Od wczesnej młodości działał w ruchu rewolucyjnym i narodowowyzwoleńczym, za co w latach 30. był więziony przez francuskie władze kolonialne. Należał do Việt Minhu. Podczas I wojny indochińskiej służył w wojsku, walczył w bitwie pod Dien Bien Phu.
Po 1954 roku związał się z dyplomacją, przez cztery lata był konsulem generalnym w Indiach. Od 1980 do 1991 roku był ministrem spraw zagranicznych Wietnamu. Sprawował ten urząd w ciężkim dla dyplomacji wietnamskiej okresie, związanym z interwencją wojskową w Kambodży oraz próbami stabilizacji stosunków z krajami ASEAN-u i ChRL. W 1986 roku został wybrany członkiem Biura Politycznego KC Komunistycznej Partii Wietnamu, a rok później wicepremierem. Postrzegany był jako polityk umiarkowany. W czerwcu 1991 roku został usunięty z zajmowanych stanowisk partyjnych i państwowych w ramach stabilizacji w stosunkach chińsko-wietnamskich, prezentował bowiem zbyt twardą politykę wobec północnego sąsiada.